# Richard E. Hawley

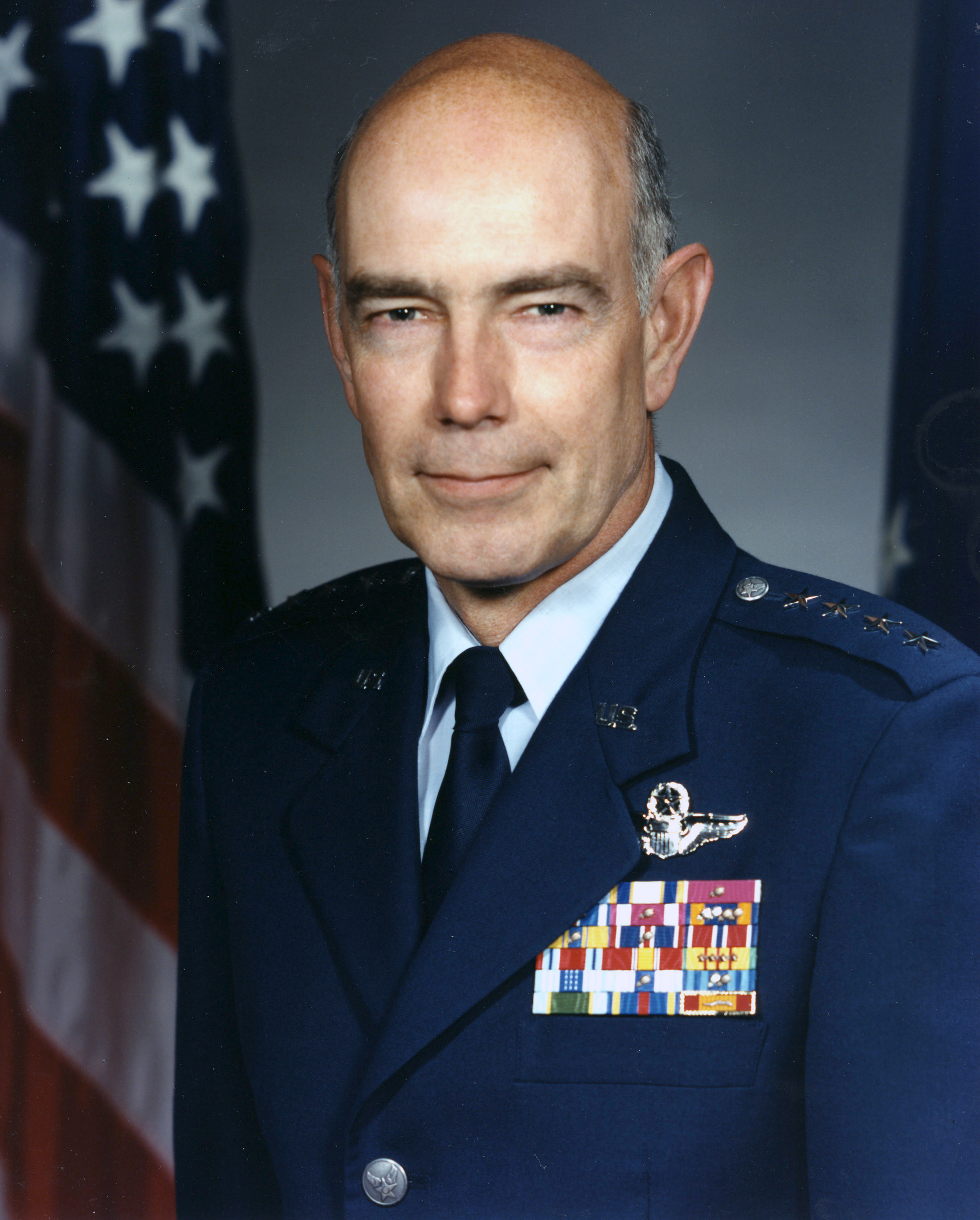
Richard E. Hawley

Richard Earl Hawley  (* 2. Januar 1942 in Albany, Albany County, New York) ist ein pensionierter General der United States Air Force. Er war unter anderem Kommandeur der United States Air Forces in Europe und des Air Combat Commands.

## Leben
Im Jahr 1964 absolvierte er die United States Air Force Academy in Colorado Springs. Nach seiner Graduation wurde er als Leutnant in das Offizierskorps der Air Force aufgenommen. In der Folge durchlief er alle Offiziersgrade vom Leutnant bis zum Vier-Sterne-General.
Im Lauf seiner militärischen Karriere absolvierte Richard Hawley verschiedene Kurse und Schulungen. Dazu gehörten unter anderem eine Ausbildung zum Kampfpiloten und anschließende Weiterbildungskurse als Pilot, das Armed Forces Staff College und das Naval War College. Außerdem erhielt er einen akademischen Grad von der Georgetown University.
Hawley war zunächst in den Vereinigten Staaten stationiert, wo er unter anderem Stabsoffizier in der Personalabteilung des Hauptquartiers der Air Force war. Zwischenzeitlich war er auch auf verschiedenen Luftstützpunkten stationiert, wo er unter anderem seine Pilotenausbildung absolvierte. Zwischen September 1968 und September 1969 war er auf der Pleiku Air Base in Südvietnam stationiert, wo er am Vietnamkrieg teilnahm. Daran schloss sich eine Versetzung zur Bitburg Air Force Base in Deutschland an, wo er in den Jahren 1969 bis 1972 dem 36. Taktischen Geschwader (36th Tactical Fighter Wing) angehörte. Danach gehörte er bis zum Juni 1973 dem Stab der United States Air Forces in Europe an.
Daran schlossen sich sein Studium am Armed Forces Staff College und diverse Aufgaben als Stabsoffizier im Hauptquartier der Air Force und bei einigen Flugeinheiten an. Zwischen Juli 1981 und Juli 1982 absolvierte Hawley das Naval war College. Anschließend wurde er auf die Kadena Air Base in Japan versetzt, wo er zwischen Juli 1982 und März 1986 stationiert war. Dort war er bis zum April 1984 stellvertretender Kommandeur (Vice Commander) der 313. Luftdivision (313th Air Division) und dann bis März 1986 Kommandeur des 18. Taktischen Kampfgeschwaders (18th Tactical Fighter Wing). Danach gehörte er bis September 1986 dem Stab der Pacific Air Forces in Hawaii an.
Zwischen September 1986 und August 1987 war Richard Hawley auf der Osan Air Base in Südkorea stationiert, wo er stellvertretender Kommandeur (Vice Commander) der gerade wieder aufgestellten 7. Luftflotte war. Danach kehrte er zum Stab der Pacific Air Forces in Hawaii zurück und übernahm bis zum August 1989 die Leitung der Stabsabteilung für Planungen. Danach war er bis 1991 Abteilungsleiter in der Stabsabteilung für Operationen im Hauptquartier der Air Force in Washington, D.C. Daran schloss sich eine Versetzung auf die Yokota Air Base in Japan an. Dort kommandierte er zwischen August 1991 und November 1993 die 5. Luftflotte und die United States Forces Japan.
Anschließend wurde er erneut zum Hauptquartier der Air Force versetzt. Zwischen November 1993 und Juli 1995 gehörte er dem Stab des Assistant Secretary of the Air Force an. Am 17. Juli 1995 übernahm Richard Hawley auf der Ramstein Air Base als Nachfolger von James L. Jamerson das Kommando über die United States Air Forces in Europe und das Allied Air Command, das der NATO unterstand. Diese Ämter bekleidete er bis zum 4. April 1996 als Michael E. Ryan seine Nachfolge antrat.
Anschließend wurde Hawley auf die Langley Air Force Base in Virginia versetzt. Dort übernahm er als Nachfolger des kommissarischen Kommandeurs Brett M. Dula das Kommando über das Air Combat Command. Dieses Amt hatte er bis zum 11. Juni 1999 inne, als Ralph E. Eberhart sein Nachfolger wurde. Zum 1. Juli 1999 schied Hawley aus dem aktiven Militärdienst aus.
Während seiner aktiven Zeit als Militärpilot absolvierte er über 3.000 Flugstunden auf verschiedenen Flugzeugtypen. 

## Daten der Beförderungen
| Abzeichen | Rang               | Jahr             |
| --------- | ------------------ | ---------------- |
|           | Second Lieutenant  | 3. Juni 1964     |
|           | First Lieutenant   | 3. Dezember 1965 |
|           | Captain            | 3. Dezember 1967 |
|           | Major              | 1. Januar 1972   |
|           | Lieutenant Colonel | 1. April 1976    |
|           | Colonel            | 1. Juni 1979     |
|           | Brigadier General  | 1. Juli 1986     |
|           | Major General      | 1. August 1989   |
|           | Lieutenant General | 2. August 1991   |
|           | General            | 1. August 1995   |

## Orden und Auszeichnungen
Richard Hawley erhielt im Lauf seiner militärischen Laufbahn unter anderem folgende Auszeichnungen:
- Defense Distinguished Service Medal
- Air Force Distinguished Service Medal
- Legion of Merit
- Distinguished Flying Cross
- Air Medal
- Meritorious Service Medal
- Air Force Commendation Medal